# 国鉄52系電車

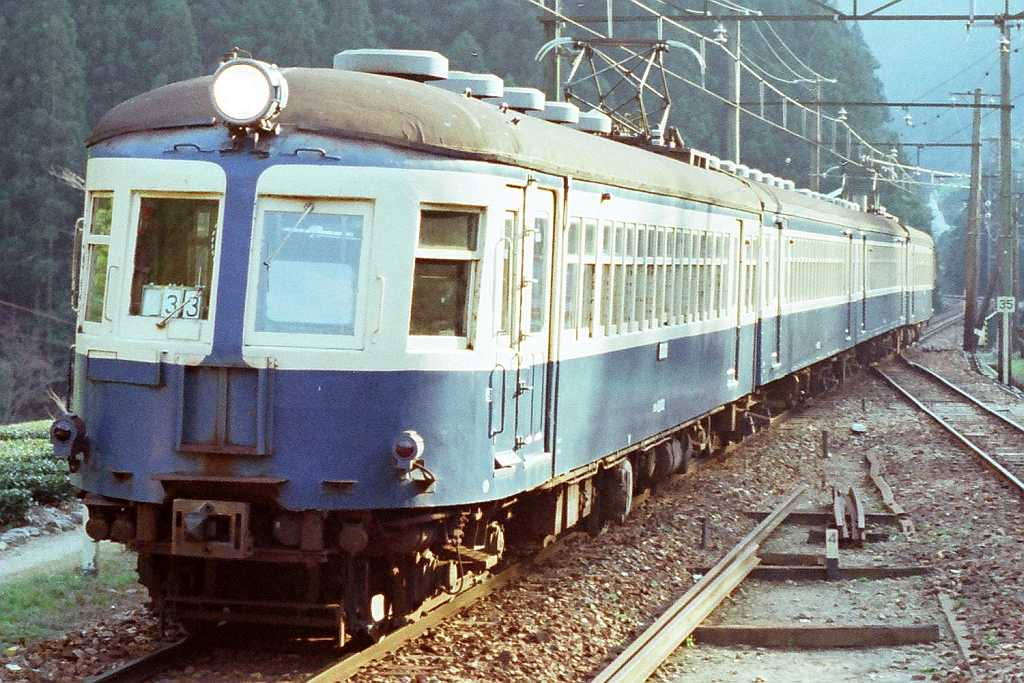
飯田線を走行するクモハ52002他4両編成（1978年頃）

52系電車（52けいでんしゃ）は、1936年（昭和11年）から1937年（昭和12年）にかけて、鉄道省が京阪神地区固有の急行電車に使用することを目的に製造した複数車種・形式の旧性能電車を便宜的に総称したものである。
基本設計は京阪神地区電化時に設計された42系電車に準じるが、車体形状に当時世界的に流行していた流線形を取り入れるとともに、歯車比をより高速タイプとし、当初は「魚雷形電車」と形容され、後には「流電」の愛称で親しまれた。第二次世界大戦後は最初の転用先となった阪和線で特急電車に使用された。1948年 (昭和23年) には高速試験の記録もある。
本項では、モハ52形6両（52001 - 52006）、モハ43形4両（43038 - 43041）、サロハ46形1両（46018）、サロハ66形4両（66016 - 66019）、サハ48形5両（48029 - 48033）の20両およびその改造車について取り扱う。
なお、当系列を広義の42系の一部として扱う考え方もあり、実際にしばしば42系と共通運用された。

## 概要
京阪神緩行線および急電向けに増備が続いていた20m級2扉クロスシート車である42系を基本としつつも、高速運転を実施する急電用に特化し、また4両固定編成を組むことを前提に各部の設計が行われている。汎用性を重視する傾向が強かった戦前の鉄道省制式電車としては極めて異例のコンセプトに基づく車両である。
機器面では主電動機がMT15系の高定格回転数モデルであるMT16（端子電圧675V時定格出力100kW）、主制御器（CS5形電空カム軸式制御器）、それにA動作弁によるA自動空気ブレーキ、と在来車とほぼ同一の仕様となっている。このため、運転上の取り扱いは42系と共通であり、付随車や制御付随車の混用が可能であった。ただし、高速運転を目的として歯車比が42系の1:2.26に対し、本系列は1:2.04に設定され、台車についても抵抗軽減を目的として、当時最新のスウェーデン・SKF社製ローラーベアリングを軸受に使用するTR25A（電動車用）およびTR23A（付随車用）に変更されているため、運転曲線そのものは42系と異なっている。
車体についてはリベット組立を採用していた従来の42系とは異なり、電気溶接による全溶接構造となり、加えて側窓上下の補強用帯（シル・ヘッダー）を外板裏側に隠したノーシル・ノーヘッダー方式を採用、併せて雨樋を屋根肩部からより上部に移設して幕板と屋根板肩部を一体とした、張り上げ屋根方式を採用したこともあって、非常に平滑なすっきりとした外観となった。また、連結面は完全な切妻とされ、編成としての美観を考慮したデザインとなっている。
「流電」の象徴ともいうべき流線形の前頭部は、半径1,200mmと半径2,800mmの円を組み合わせた半楕円形の周上に4組の平板ガラス窓を配置し、窓柱を15°内側に倒したもので、前端部の幕板と屋根板の接合部を引き下げた屋根形状や、裾部が丸め込まれた床下のスカートとともに、1933年8月より運行を開始したドイツ帝国鉄道（DRG）の「フリーゲンダー・ハンブルガー（Fliegender Hamburger）」用SVT877形（後のDB VT04形）電気式ディーゼル気動車の影響を強く受けた造形である。そのデザインは窓柱幅が細くガラス窓が目立つ配置となっていたこともあって本家よりも明朗かつ流麗にまとめられており、その登場は他の幾つかの流線形車両とともに、日本の社会に流線形ブームを引き起こすほどのインパクトを与えた。
もっとも、本系列の動力性能（最高速度95km/h）では、流線形採用による空力的なメリットは十分得られなかった。また、床下機器の保守についてサイドスカートの開閉を必要とし、またサイドスカートを上方に跳ね上げて開いた際のロック機構が無く、支え棒で開いた状態を維持するという非常に原始的な構造であったため、誤って支え棒が外れ閉じてきたサイドスカートで指をつめる、頭を打つ、といった事故が頻発し検査の障害となった。さらに、乗務員扉を省略したことから車掌による客用扉開閉の際に、特に混雑時のドアスイッチの取り扱いでさまざまな不便が生じた。その特徴的な外観は大きな社会的反響を呼んだものの、これらの事情から、2回に分けて3編成12両が流線形仕様で製造されたにとどまり、急電運用に必要であった残り2編成8両については、52系と当時の標準設計を折衷した半流線形仕様で製造されることとなった。

## 編成

### 第1次車

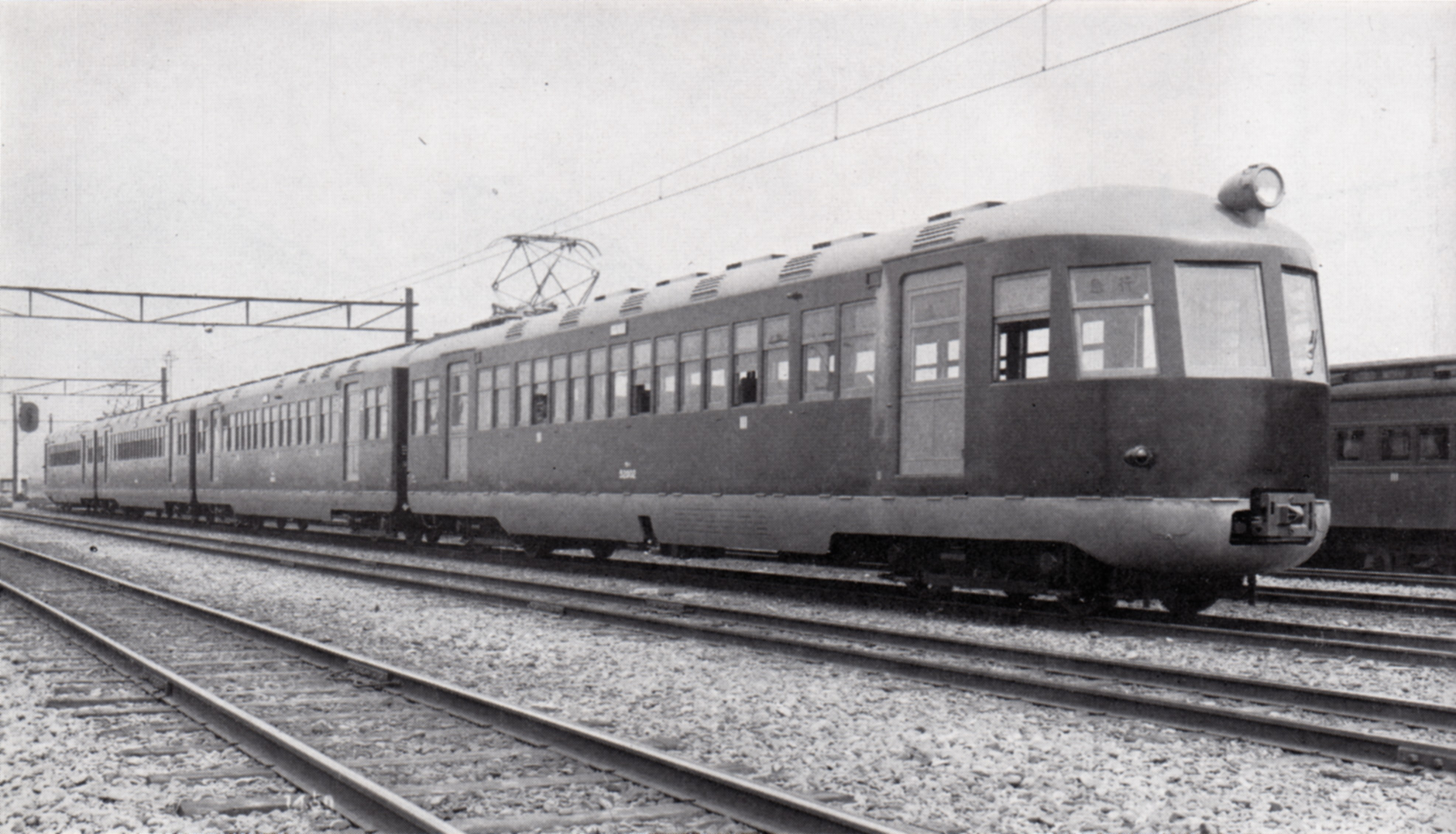
モハ52形第1次車

1936年3月31日付で4両1編成が川崎車輛兵庫工場で製造された。使用開始は同年5月13日である。
竣工直後の編成は以下の通りで、大阪寄りにモハ52形奇数車、神戸寄りにモハ52形偶数車を連結した。
52001 - 48029 - 46018 - 52002
なお、46018の二等室は神戸寄り、つまり52002と隣接する配置である。
窓配置は42系の相当形式に準じ、狭幅のままである。モハは当初モハ43形の続番として予算が取得され発注されたが、形状・機能共に異なる部分が多いことから新形式のモハ52形とされた。一方、サロハ46形およびサハ48形は、42系サロハ46形および横須賀線用32系サハ48形の追番である。
本編成のモハのみ運転台が半室構造の片隅式となっており、車掌台側は座席が設置されて乗客に開放されていた。また、屋根肩部には換気用ルーバーがモハ52形は片側6個等間隔に、サロハ46形は二等室側が片側2個、三等室側が片側4個と不均等に、サハ48形は片側7個等間隔に、それぞれ設置されており、屋根上の通風器はガーランド形を1列に配置している。
当初は従来通りの葡萄色を主体として、扉と窓枠、スカートを明度の高いベージュに塗り分け、さらに屋根を灰色に塗装した、比較的地味な塗装であった。これは後に2次車に合わせて窓部をベージュに塗り分けた新塗装への変更が実施された。なお、1次車の新塗装化への移行の過程で、新塗装となったモハ52形1次車（先頭車）と2次車の中間車を組み合わせた暫定編成も見られた。
1937年12月、2次車以降の仕様に合わせ、サロハ46形とサハ48形にトイレが設置され、サロハ46018はサロハ66形に改形式、3次車の追番（66020）に改称、編成も2次車および3次車と揃えて以下の通り組み替えが実施され、66020の二等室が編成中央寄りとなった。
52001 - 66020 - 48029 - 52002
これに対し、サハ48形は改番されなかった。また、この改造にあわせてサロハには張り上げ位置の雨どいが車体全長に渡るものに変更された。

### 第2次車

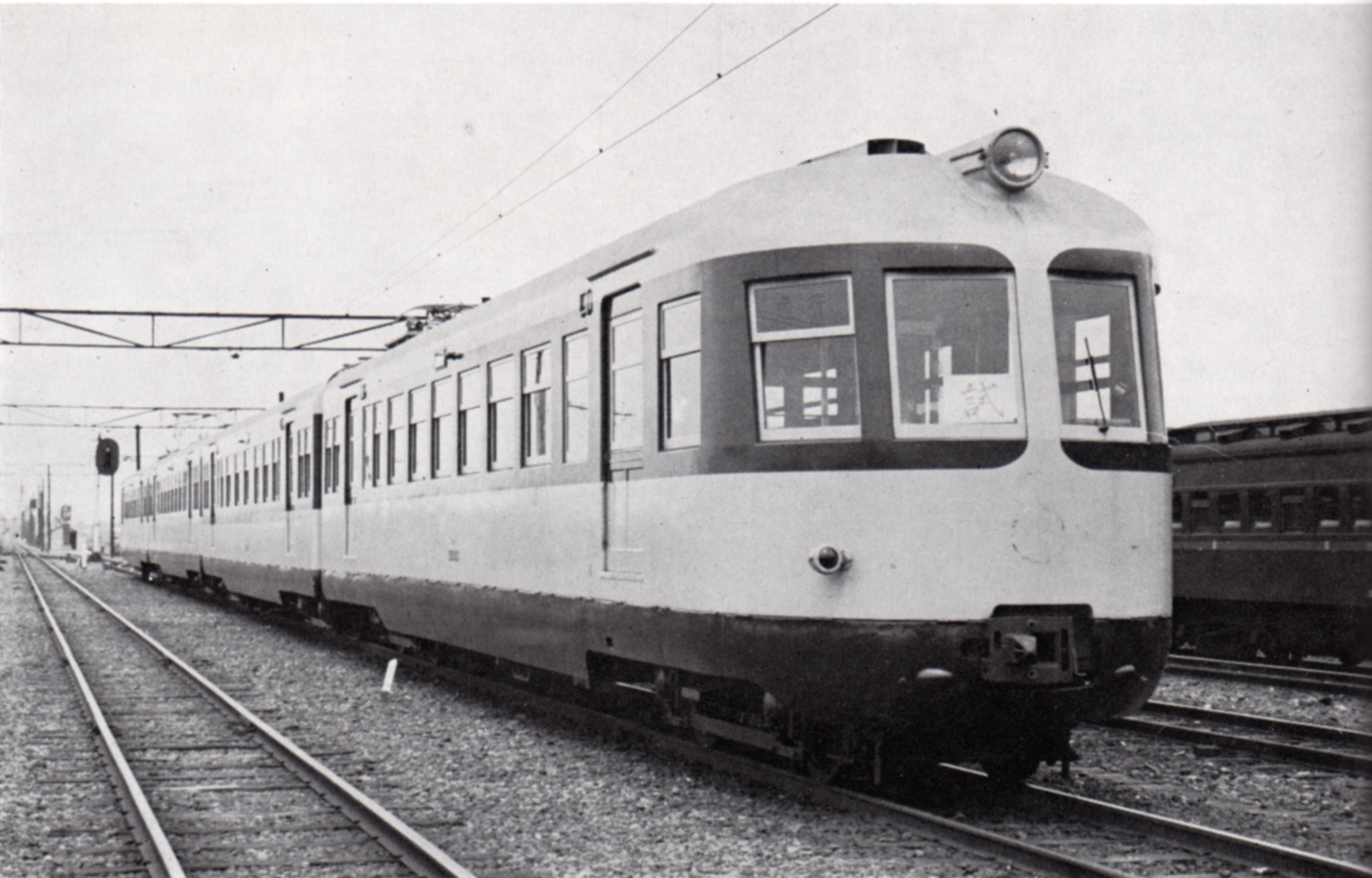
モハ52形第2次車

1次車が好評だったことから、1937年3月15日竣工として1936年度予算で2編成8両が増備された。使用開始は第2編成が同年6月25日、第3編成が同年8月22日である。製造は、モハ52形・サロハ66形は川崎車輛兵庫工場、サハ48形は日本車輌製造本店が担当した。
この2次車は、1次車と基本構造や主要機器は同一であるものの、同車の使用実績を反映して側窓配置の大幅な設計変更や一部座席配置の変更が実施された。これらの車両では当時量産中の制式客車が広窓採用の方向へ進みつつあったのを受けて、こちらも側窓が広幅のもの（三等室が1,100mm、戸袋車端部が700mm、二等室のクロスシート部は1,200mm）となり、さらにスマートさが増している。このため、1次形の「旧流」に対して「新流」と呼ばれることもあった。番号と編成は次のとおりで、竣工当初の1次車とはサハとサロハの連結順序が逆転している。
52003 - 66016 - 48030 - 52004
52005 - 66017 - 48031 - 52006
1次車では屋根肩部にあったルーバーは廃され、屋根上の通風器はガーランド形が1列に配置された。また、三等付随車（サハ48形）には車端部にトイレが設置され、二等三等付随車は当初から車体中央の間仕切り部の三等室側にトイレを設けたため、サロハ66形が付与されており、東京地区横須賀線の同形式車の追番となっている。

### 第3次車（半流43系）
流電は利用客からは好評だったが、乗務員扉省略やスカートの装着、それにモハ52の運転台の非貫通構造は運用・整備上不便を来した。このため、1937年10月10日の京都 - 吹田間電化開業に備え同年度予算で製作された第4・第5編成では、1次・2次車で検修サイドから不評を買った床下を覆うスカートを廃止、中間車はそれ以外2次車そのままの設計として、両端の電動車を流線形から通常の貫通路付きに変更した上で3次車として製造されることとなった。もっとも、貫通路付きといってもモハ43形などの平妻構造ではなく、1935年度製作のモハ40形や翌1936年度より新製が開始されたモハ51形などから採用が始まっていた半流線形構造の運転台設計が採り入れられている。
このように、電動車についてはモハ52形とは車体構造が大きく異なっていたことから、形式は機能面でほぼ共通のモハ43形とされ、番号もその追番が付与された。ただし、主電動機はMT16、歯車比は1:2.04でローラーベアリング付きの台車を装着するなど、機器・性能面ではモハ52形と共通である。前面は半流で側面も2次形同様の広窓、しかもノーシル・ノーヘッダーかつ張り上げ屋根構造としたため、従来のモハ43形ともモハ52形とも異なる特徴的な外観となり、車体塗色も塗分けを止めて茶色一色となった。通風器は、従来の1列から3列配置へ変更されている。
以上の特徴から、第3次車は「合いの子」もしくは「半流」という愛称をもつ。
編成は以下のとおりである。
43039 - 66018 - 48032 - 43038
43041 - 66019 - 48033 - 43040
竣工日は43038・43040が1937年8月21日、43039・43041が同年8月24日、66018・66019が同年8月26日、48032・48033が同年8月9日で、使用開始は第4編成が同年9月17日、第5編成が同年9月15日となっている。
製造は、2次車と同じくモハ43形、サロハ66形は川崎車輛、サハ48形は日本車輌製造である。
竣工当初は先頭部に幌が取り付けられていたが、事実上固定編成の急電運用では必要性が低いため、程なく取り外された。

## 改造・試験・形式変更

### サロハ66形の戦時格下げ
第二次世界大戦勃発後の1943年（昭和18年）、二等車の廃止により三等車代用として使われていた1次車・2次車のサロハ66形3両について、吹田工機部での仕切り壁の撤去および二等室の三等格下げ（ロングシート化）により、サハ48形に編入された。その中で3次車の66018・66019は、予備車としてサロハ66形のまま存置された（貴賓車的色合いが強かった）。番号の新旧対照は次のとおりである。
- 48034 ← 66016
- 48035 ← 66017
- 48036 ← 66020

### 3扉化改造計画
1944年（昭和19年）になると、激増する通勤輸送を捌くために全車に対して車体中央部に扉を増設して3扉化することとなった。この際、モハ52形については改番を行わず、3次車のモハ43形4両についてはモハ52形の追番（52007 - 52010）に編入し、サハ48形、サロハ66形についてはサハ57形（番号不詳）に編入することとされた。しかし、この計画は戦争の激化による物資と人手の不足により、1両の改造もないまま、終戦を迎えることとなった。

### 高速度試験
第二次大戦後間もない1948年（昭和23年） 4月23日、モハ52形を使用した高速度試験が東海道本線の三島 - 沼津間で行われた。この試験に充当された52002と52005は、濃緑色に塗装され、中間に木造の性能試験車クヤ16形（16001）を連結した。この時、119km/hの最高速度を記録し、長距離列車の電車化、80系電車開発の礎になった。その後同様の高速度試験は茅ケ崎 - 辻堂間でも行なわれ、この時は52002 - 16001にモハ63形を連結して走行した。

### サロハ66形からクハ47形への改造
阪和線で特急電車用に使用されていたサロハ66形3次車は1951年（昭和26年）に飯田線に転出し、1952年（昭和27年）2月29日付で豊川分工場にて三等室側に運転台を新設し制御車（奇数向き）に改造、クハ47形に編入された。これにより、サロハ66形は形式消滅となった。
- 47021 ← 66018
- 47022 ← 66019

### 1953年車両形式称号規程改正による変更

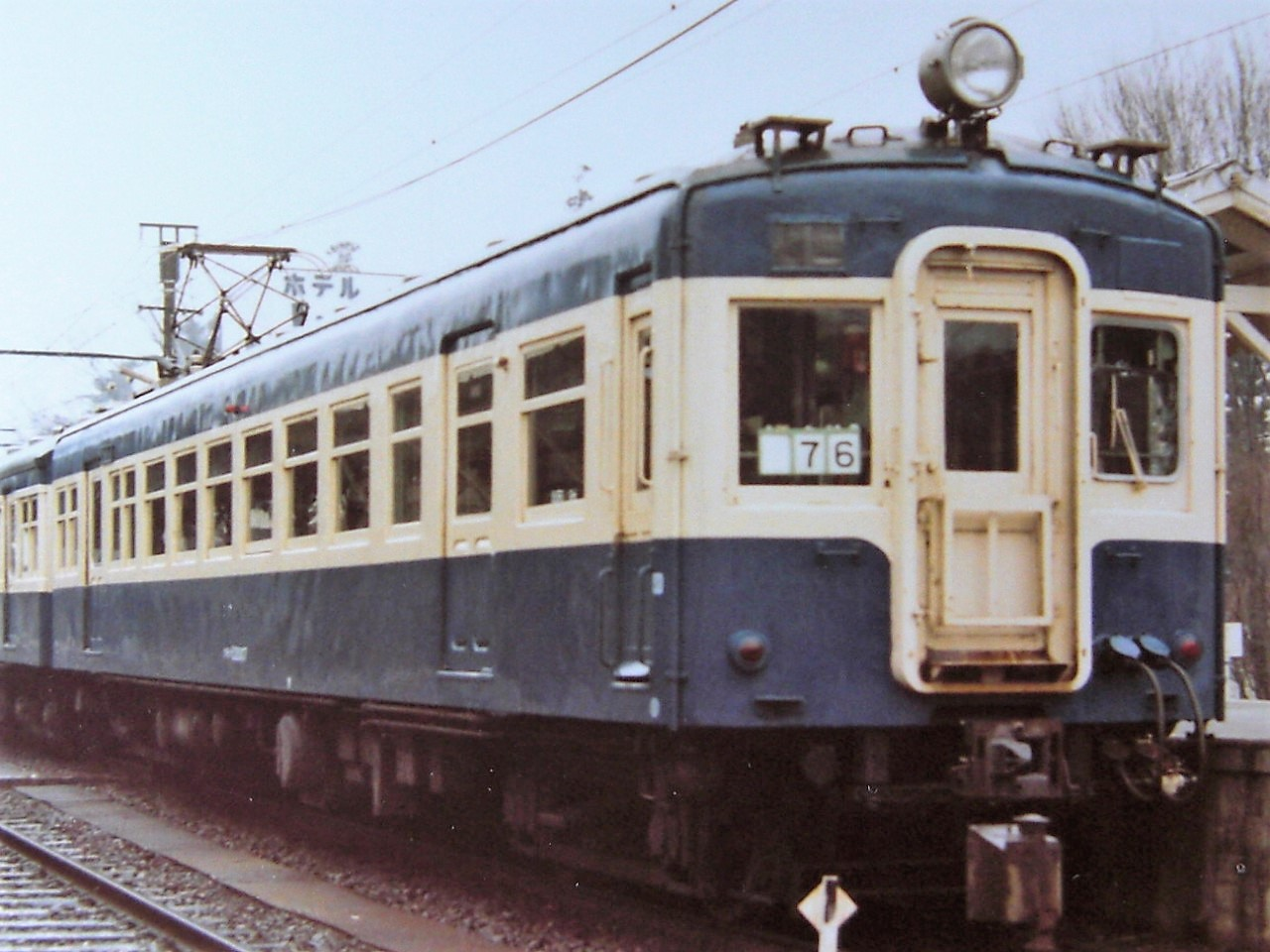
クモハ53007の晩年の姿。52003・004、58050と共に更新修繕後も張り上げ屋根のまま残り、流電亡き後の飯田線のスターだった。

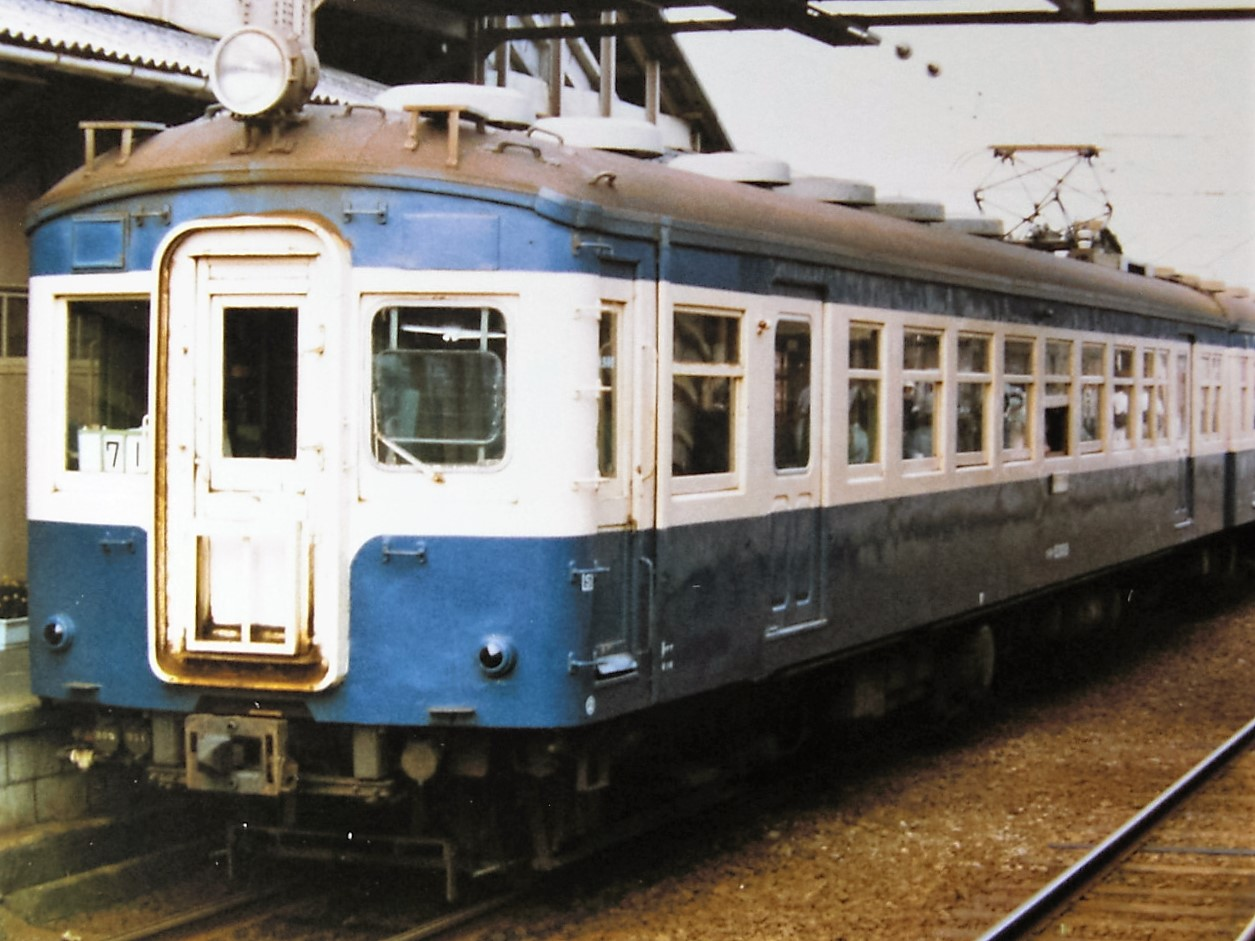
クモハ53008の晩年の姿。こちらは更新修繕により普通屋根化されていた。

1953年（昭和28年）6月1日に施行された車両形式称号規程の改正は、車体長17m級電車の改番整理が中心であったため、改番対象となったものは多くない。阪和線時代に出力増強改造されていた3次車のモハ43形2両を、モハ53形に改称した程度である。モハ52形については、前述のとおり出力増強改造施工車と未施工車が混在していたが、改形式は行われなかった。モハ43形の新旧番号対照は次のとおりである。
- 53007 ← 43041
- 53008 ← 43040

### 更新修繕
1953年秋から翌年春の更新修繕により、モハ52形には乗務員室を拡大（客室ロングシートを撤去）して乗務員室扉が新設され、同時に52001・52002・43040・43041の4両は電動機をMT30に交換したが、改番等は行われなかった。

### トイレの設置
飯田線に転用された制御車（クハ47形）と付随車（サハ48形）は、長距離運用に供されることから1958年（昭和33年）度に、豊川分工場においてトイレの新設を行なった。対象となった車両は次のとおりである。
- 47021・47022・47025・48034

また、横須賀線で使用されていたサハ48形についても、3次車の2両（48032・48033）が1958年に大宮工場でトイレの取付けを行っている。

### 1959年車両形式称号規程改正による変更
1959年（昭和34年）6月1日付けの車両称号規程改正により、運転台を持つ電動車（制御電動車）に、新記号「クモ」が制定されたため、本系列に属するモハ43形・モハ52形・モハ53形は、それぞれクモハ43形・クモハ52形・クモハ53形に変更された。また、従来は記号を含めない2桁の数字のみが形式であったが、今回の改正により記号までを含めて形式とされた。
本系列においては、この車両称号規程改正により番号の変更を行った例はなかった。

### クハ47形の番号整理
1959年12月には、クハ47形の番号整理が行われた。これにより、旧サロハ66形を改造した3両が改番され、150番台とされた。その際、全車が奇数向きであったため、奇数のみが付与された。番号の新旧対照は次のとおりである。
- クハ47151 ← クハ47025
- クハ47153 ← クハ47021
- クハ47155 ← クハ47022

### サハ48形の3扉化改造（サハ58形化）
横須賀線で使用されていたサハ48形は、同線の混雑と、混用されている70系と扉数が違うために生じる不便を解消するため、1963年（昭和38年）度に大船工場でクモハ43形（→クモハ51形200番台）、クモハ53形（→クモハ50形）とともに、車体中央部に扉を新設して3扉化され、新形式サハ58形に改称された。
当時横須賀線に所属していた6両全車が改造対象となったが、種車やトイレの有無により、次の4区分番台に分類された。
- サハ58000 ← サハ48029（1次車）
- サハ58010 ← サハ48032（3次車・トイレ付）
- サハ58011 ← サハ48033（3次車・トイレ付）
- サハ58020 ← サハ48030（2次車）
- サハ58021 ← サハ48031（2次車）
- サハ58050 ← サハ48035（2次車・旧サロハ66形）

このうちサハ58050は、雨樋を張り上げ位置に保ったまま改造され、特異な外観を有していたが、のちに他車よりほんの少し上の位置に雨樋を付け直している。

### クモハ43形の低屋根化改造
1965年3月、伊那松島機関区にあったクモハ43039は、浜松工場において身延線転用のためパンタグラフの取付け部の屋根を削り、低屋根化された。この改造により、同車はクモハ43810に改称されている。

## 運用

### 東海道・山陽本線京阪神地区
京阪神地区の東海道本線・山陽本線では1934年7月20日の吹田駅 - 須磨駅間電化開業より42系が普通電車・急行電車に投入された。続いて1936年より急行電車用として流電52系第1編成の運転が開始され、宮原電車区に配置された。1937年10月10日の吹田駅 - 京都駅間電化により京阪神地区は京都駅 - 明石駅間が電化区間となり、急行電車の運転も京都駅 - 神戸駅間に拡大されるのに合わせ、52系の広窓車4両編成2本と半流線型の43系4両編成2本が増備されている。
1937年に日中戦争が勃発すると鉄道輸送も戦時体制が強化され、1940年（昭和15年）以降は電力事情の問題から急行電車も朝夕のみの運転や運休となる事例が出始め、節電の一環としてサハやサロハを外した2両編成（MM）または3両編成（MTM）で運転されることも多くなった。モハ52形も複雑な塗り分けを「逆塗り」と呼ばれた単純なものに改めただけでなく1941年（昭和16年）から順次1次車・2次車のスカートも取り外され、ついには1942年（昭和17年）11月のダイヤ改正で急行電車の運転を中止、連結していた二等車も座席はそのままで三等車に格下げ使用されることとなった。急行運転中止によりモハ52形も塗装をぶどう色1色に変更、その特殊な形状から朝晩のラッシュ時用となり、客扱い上乗務員扉の非設置が問題となったことから、編成の中間で付随車代用となることが多くなった。
本系列では、1945年（昭和20年）7月7日に明石電車区構内で全焼した52006と、同年8月6日に住吉駅構内で全焼した43038が戦災廃車となっている。他系列では、70系客車として復旧・復籍されたり、私鉄に譲渡されたものもあるが、本系列では52006が一旦は川崎車輛兵庫工場に搬入されているものの再生はされず、2両ともそのまま解体処分となっている。これらは書類上、いずれも1946年（昭和21年）11月28日付で除籍されている。
本系列は、戦時中に扉を増設する等の改造は行われなかったが、他の例にもれず、座席のロングシート化やクロスシートの撤去が行われており、戦時中の酷使や戦後の乗客の急増、整備の不徹底によって荒廃した状態となっていた。しかしながら1949年（昭和24年）6月には京都 - 神戸間の急行電車復活にともなって本系列が起用され、2編成が整備のうえこれに使用された。
1949年（昭和24年）4月10日、京都 - 大阪間で急行電車が復活し、同年6月1日に京都 - 神戸間に延長された際、本系列が整備のうえ4両編成2本に組成され、急行電車として使用された。この際、外板を「アイスキャンデー色」と呼ばれる、濃淡の青色で塗分け、その塗分け部に赤線を配した塗色に改められた。東海道線の急行電車に使用された本系列の編成は次のとおりであった。
52001 - 48032 - 48029 - 52002
52003 - 48035 - 48033 - 52004
1950年（昭和25年）8月から同年9月にかけて代替として関西急電用の80系電車が宮原電車区に新製配置され、同年10月1日より急行電車に投入された。置き換えられた52系は阪和線に転出した。

### 阪和線
1950年10月1日より阪和線で特別料金不要の特急電車の運行が開始されることとなった。これに伴い、前述の80系電車の新製配置で余剰となった本系列がこの特急電車運用に充当されることとなり、中間のサハ48形あるいはサロハ66形を1両抜いた3両編成に再編の上、80系の新製配置が本格化した1950年9月より、以下の通り本系列の阪和線を担当する鳳電車区への転属が実施された。
- 1950年9月2日

52001・52002・66018
- 1950年9月3日

48035
- 1950年9月13日転属

52003・52004・48034
- 1950年9月27日転属

52005・43040・43041・48036・66019
- 1950年9月30日転属

43039
前述の第3次車も使用して、3両編成（MTM）4本が組成された。このときの塗装は、青の濃淡を基調としたもの、マルーンとクリーム色で塗り分けた「阪和特急色」、茶色1色という3種が存在した。このときの編成と塗色は次のとおりである。
52001 - 66018 - 52002（青基調）
52003 - 48034 - 52004（阪和特急色）
43041 - 48036 - 43040（阪和特急色）
52005 - 66019 - 43039（茶色）
上記の他に予備車として48035がある。一部は二等三等合造のサロハ66形であるが、全室三等として運用された（実質格下げ）。
阪和線の特急電車の運行は、1958年10月の名称変更まで続けられ、機器の国鉄標準機器への交換で併結が可能となった、阪和社形と混用が実施されるようになったが、乗客の数の増加が激しくなり、阪和社形に扉を増設し3扉化を要する状況になっていた。
1955年度から阪和線向けに70系電車の新製配置が開始され、1957年度までに34両が配置されて同系列だけで特急・急行運用をほぼ充足できるようになった。このため、本系列は70系の定数充足以前に順次特急・急行運用を離脱、1957年4月にまず52004・52005が、続いて同年9月に当時鳳電車区に配置されていたモハ52形の残る全車が飯田線に転出した。日本国有鉄道（国鉄）本社では、「流線形電車」という記念碑的な車両をどこに転用するかが話題となり、2扉クロスシートという装備を活かせる長距離路線である飯田線と身延線が候補に上ったが、結局低屋根改造を要しない飯田線に転用されることとなった。

### 横須賀線
1950年、東京地区の旧51系のモハ41形と交換で、大阪地区の42系が横須賀線に転属した際、宮原電車区に配置されていたサハ48形5両（48029 - 48033）も横須賀線に移った。その後、2両（48034・48035）が追加で転用され、計7両が横須賀線で使用されることとなった。
サハ48034は1959年に飯田線へ転用され、2扉車のまま使用された。残る6両のサハ48形は3扉化改造によりサハ58形となり、後に4両が京阪神地区の緩行線へ、2両が宇野線へ転用されたが、最終的には1967年に6両とも宇野線に集約された。

### 飯田線
飯田線では1957年4月にモハ52形2両（52004・52005）が、同年9月には3両（52001 - 52003）が北部の伊那松島機関区に転属した。ここでは、クハ47形などと組んで普通列車に使用されたが、同年10月からは飯田線を走破する快速列車が設定され、モハ52形はこれに使用されることとなり、豊橋機関区に転属となった。豊橋では、窓周りをオレンジ色、幕板と腰板をダークブルーに塗り分けた快速専用色（この塗り分けは「静鉄色」と呼ばれる）に変更された。塗色については後に湘南色を経て最終的には横須賀色となったが、この時のモハ52形の塗り分けは第二次流電竣工時と同一とされた。なお、80系以前の旧形国電で湘南色が塗られた例は当系列が唯一の事例である。
3次車に属する電動車の43039・53007・53008の3両も1958年2月に飯田線入りし、伊那松島機関区に配置されている。
また、1次車に属するサハ48形48036（旧サロハ66形66020）は、1958年3月に飯田線に転用され、それと同時に旧三等室側に運転台を新設し制御車化されてクハ47形へ編入され、47025に改称された。1950年に51系と交換で横須賀線に転属していた2次車のサハ48形48034（旧サロハ66形66016）は、1959年12月に飯田線に転用された。
クモハ52形の主電動機は、抵抗器形状からも52001と52002は阪和線時代に交換されたMT30形のままであったが、他車は交換が行われないままとなっていた。特に後年佐久間レールパークに保存されていたクモハ52004を調査したところ、いつの間にかMT15（本来ならばMT16）に振り替わっていたとされる。予備品との振替があったものと考えられる。
飯田線で使用されていたもののうち、豊橋機関区のクモハ52形・サハ48形、中部天竜支区、伊那松島機関区のクハ47形については、1978年（昭和53年）10月をもって全廃されたが、それ以後も伊那松島機関区に配置のクモハ53007・クモハ53008の2両は、旧形国電最末期の1983年（昭和58年）8月まで使用された。

### 身延線・大糸線
身延線に転用されたクモハ43810については、身延線へのモハ72系改造の62系（2代）投入により、1975年（昭和50年）に松本運転所北松本支所に転出、中央西線・篠ノ井線の麻績（→聖高原） - 上松間ローカル運用にクモハ43800などとともに運用された。最初は専任であったようだが、後に大糸線でも使われるようになり、中央西線・篠ノ井線ローカル運用撤退後は大糸線運用に転用され、同線が新性能化される1981年（昭和56年）まで使用された。

### 宇野線
宇野線には横須賀線で使用されていたサハ58形6両が転入した。このうち4両は京阪神緩行線で一時的に使用後に転入、2両は横須賀線から直接転入した。岡山電車区に配置され、宇野線のほか山陽本線岡山地区でも使用された。
52系グループでは最も早く1976年（昭和51年）度までに除籍され、順次吹田工場で解体された。

## 廃車
本系列のうち戦災を免れた18両は、改造を繰り返されながらも昭和50年代まで現役で使用された。
- 1976年（昭和51年）度
  - サハ58形 : 58000・58010・58011・58020・58021・58050（岡オカ）
- 1978年（昭和53年）度
  - クモハ52形 : 52001・52002・52003・52004・52005（静トヨ）
  - クハ47形 : 47151・47153・47155（静トヨ）
  - サハ48形 : 48034（静トヨ）
- 1981年（昭和56年）度
  - クモハ43形 : 43810（長キマ）
- 1983年（昭和58年）度
  - クモハ53形 : 53007・53008（静ママ）

## 保存

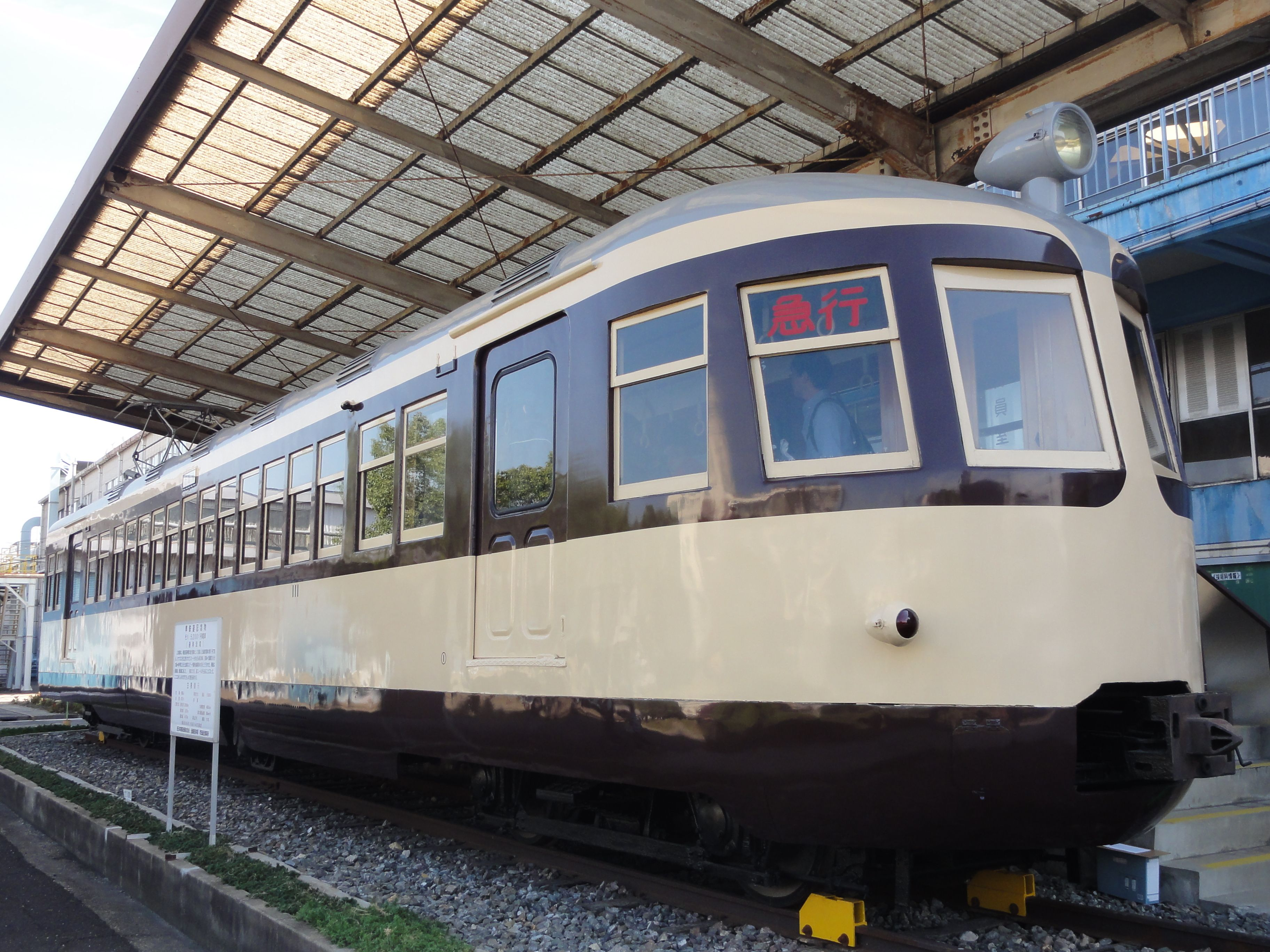
モハ52001（吹田工場公開時に撮影）

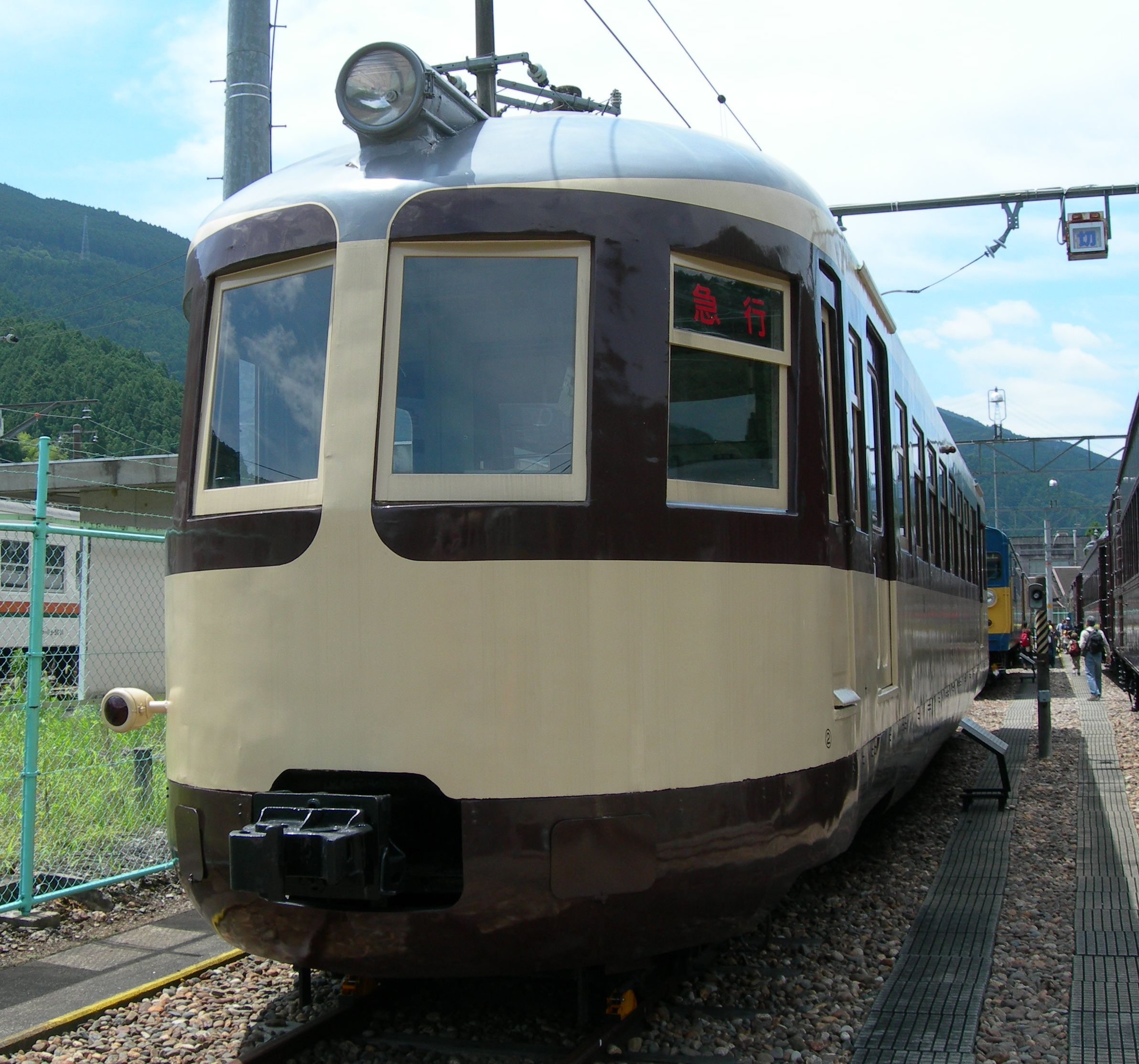
クモハ52004（佐久間レールパークに保存されていた頃）

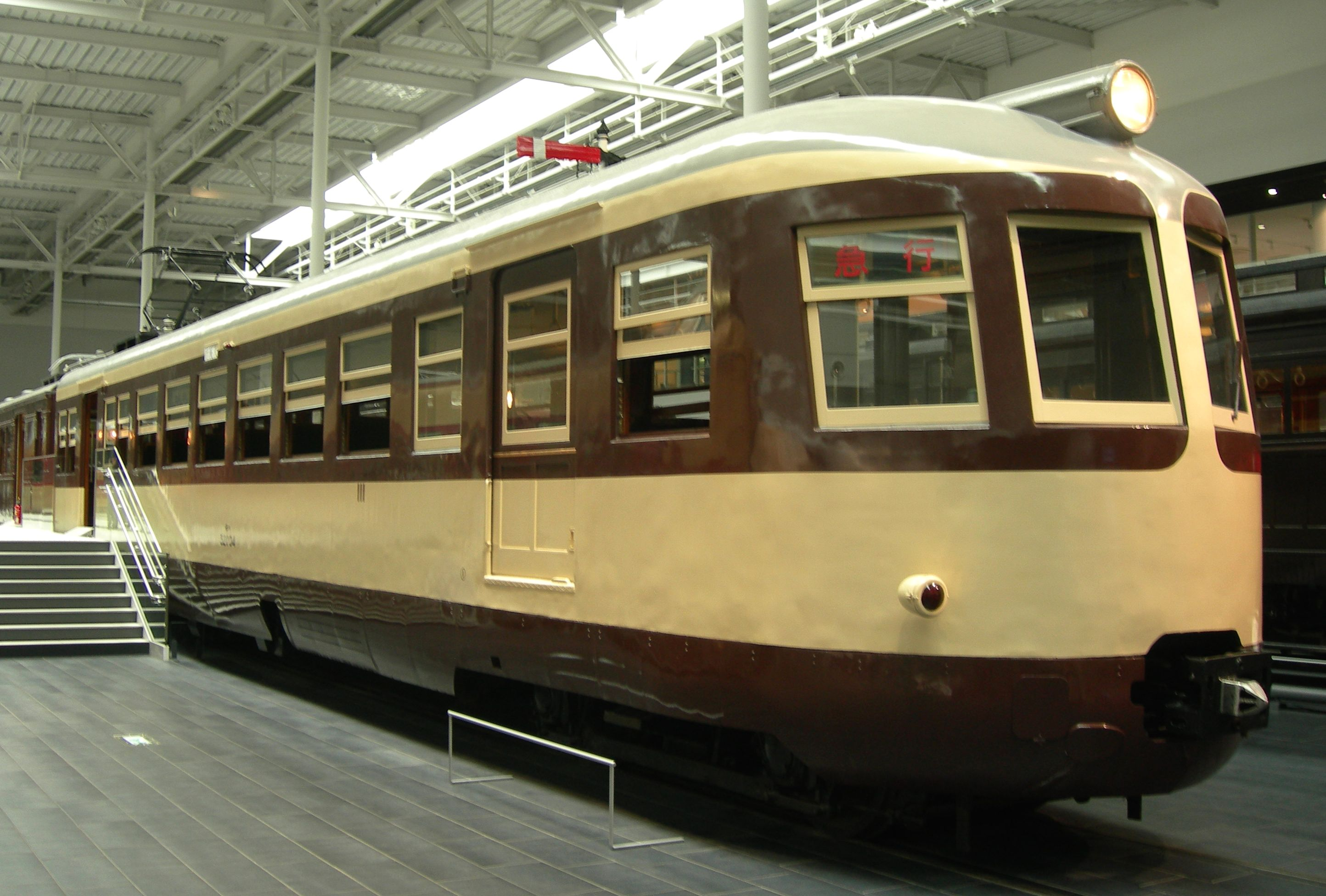
モハ52004 （リニア・鉄道館 2011）

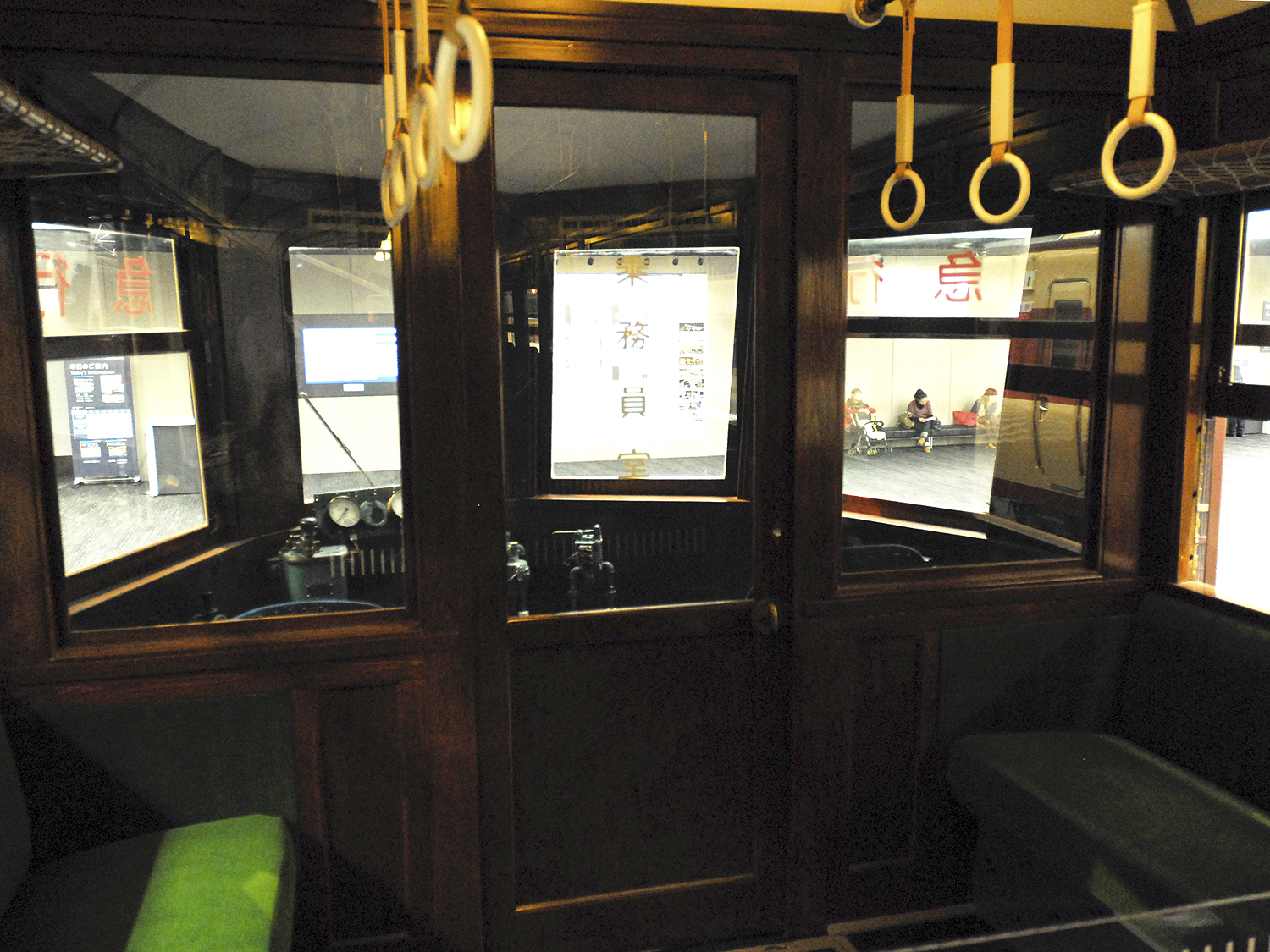
モハ52004 客室（リニア・鉄道館 2013）

本系列は戦前の国有鉄道を代表する電車であることから、2022年（令和4年）現在、2両のクモハ52形（52001・52004）が保存されている。
クモハ52001は当時の国鉄関係者、特に大阪鉄道管理局の関係者の尽力で廃車直後に古巣と言うべき吹田工場に移され、そこでパンタグラフをPS13から本来のPS11へ戻し、1次車の特徴であった半室式運転台や側面の通風用ルーバーをはじめ極力二次車竣工直後の塗装変更後に近い外観と内装に復元されたが、代品の調達ができなかった客用扉と台車は更新後のプレスドアとDT13のままとされた。1981年（昭和56年）10月14日には準鉄道記念物に指定され、1987年（昭和62年）の国鉄分割民営化後は西日本旅客鉄道（JR西日本）に引き継がれ、2022年（令和4年）現在も吹田総合車両所本所玄関前に展示されている。2012年（平成24年）までは、吹田工場の一般公開時には車内の見学や座席の着席も可能であったが、翌年以降は取り止めとなった。
一方のクモハ52004についても、広窓流電の1両として飯田線沿線での保存が計画された。しかし、当時は保存先が見つからず、やむなく豊川に工場が所在する日本車輌製造に保管が打診された。同車は川崎車輛製であり、同じ鉄道車両メーカーである日本車輌製造側にしてみれば、他社製の車両を保管することについて、少なからぬ反発があったという。しかしながら、縁の深い飯田線の象徴ともいうべき流電であることから、日本車輌製造側の英断により、同車の保管が実現したのである。原形に復元されたクモハ52001に対し、クモハ52004は最終状態で保存された。国鉄分割民営化後は、飯田線を所管する東海旅客鉄道（JR東海）の手により、1991年（平成3年）に中部天竜駅構内に開設された佐久間レールパークに移された。当初は、最終状態のまま整備のうえ展示されたが、1996年頃に外形はそのままに塗色が竣工時のクリーム色と茶色にされ、追ってスカートの取付けや前照灯の埋め込み化を行なった。この「復元」については、側面客用扉以外はほぼ忠実に復元されたクモハ52001に対し、クモハ52004は乗務員扉や、更新修繕で交換された屋根上のグローブ形通風器を存置した状態であった。なお、同車は2011年（平成23年）に名古屋市港区に開館したリニア・鉄道館で、製造時の姿に復元のうえ展示されている。